# Menceyato di Tegueste

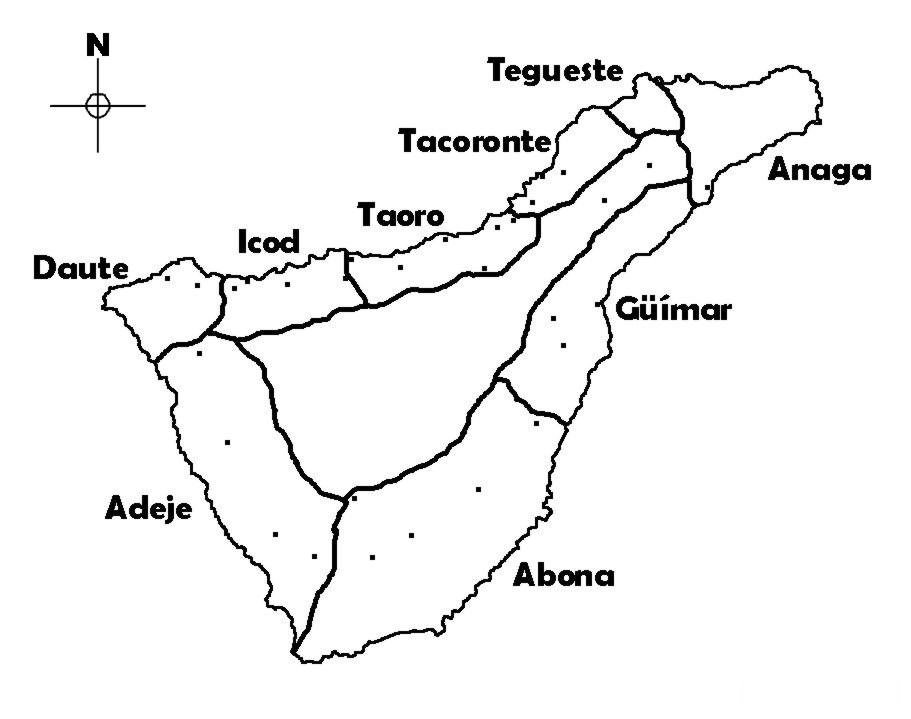
Menceyatos di Tenerife

Il Menceyato di Tegueste era una delle nove demarcazioni territoriali in cui i guanci avevano diviso l'isola di Tenerife nelle isole Canarie, al momento della conquista della Corona di Castiglia nel XV secolo.
Si trova nel nord-est dell'isola. Ha occupato i comuni di Tegueste e parte di San Cristóbal de La Laguna.
I suoi conosciuti menceyes (re guanci) erano Tegueste I, Tegueste II e Teguaco.